# Devítiobloukový most (Islip)
Devítiobloukový most se souběžným chodníkem pro pěší překonává řeku Nene v obci Islip ve správní oblasti Northamptonshire v Anglii. Kamenný obloukový most z 12. století je chráněnou památkou kategorie II.

## Historie
Most z 12. století byl původně určen pro koňská spřežení. Nachází se mezi vesnicí Islip a Thrapston na silnici Kettering Road. V roce 1224 pocestným, kteří přispěli na opravu mostu, byl udělován odpustek od velšského biskupa Hugha. Biskup Dalderby v roce 1313 uděloval odpustky těm, kteří přispěli na výstavbu kaple svatého Tomáše vedle mostu. V 14. a 15. století byl most opravován díky získaným dotacím. Z dobových záznamů se dovídáme, že v roce 1543 měl most osm oblouků a ve zprávě o opravě mostu v roce 1664 je uváděno 24 oblouků. Most byl rozšířen v 18. a 19. století. V roce 2021 byl most opravován.

## Popis
Most je dlouhý asi 100 ft (30,48 m) a jeho výška je sedm stop (2,13 m). Na stavbu mostu byly použité vápencové kvádry, oblouky mají obložení z červených cihel. Vozovka je ohraničena kvádrovým parapetem se skoseným zakončením. Na povodní straně vede oddělený chodník pro pěší.